# Евросеть
«Евросе́ть» — бывшая российская компания-ретейлер, ранее владевшая одноимённой сетью салонов сотовой связи. В 2006 году компания занимала 37 % российского рынка сотовых телефонов. Была представлена в более чем 1500 городах и населённых пунктах на территории России (до 2020), Беларуси (до 2021), в Украине и в Молдавии (до конца 2000-х). С августа 2018 по сентябрь 2020 года салоны связи были переформатированы и объединены с сетью «Связной», в настоящее время принадлежащей структуре, подконтрольной Олегу Малису.
«Евросеть» и один из её основателей Евгений Чичваркин получили широкую известность в стране благодаря ярким рекламным кампаниям, эпатажному имиджу, а также конфликту с правоохранительными органами, в конечном итоге приведшему к эмиграции Чичваркина.

## История

### Создание и бурный рост компании
Компания была создана 2 апреля 1997 года Тимуром Артемьевым и Евгением Чичваркиным, первый магазин, в ассортименте которого было всего несколько мобильных телефонов, был открыт на Ленинском проспекте в Москве. В последующие годы компания быстро развивалась, стремительно наращивая сеть своих салонов; в 2003 году вышла в регионы. В 2006 году было открыто рекордное число новых торговых точек — 1975. Высказывались мнения, что важным фактором столь бурного роста бизнеса «Евросети» стала неуплата или занижение таможенных пошлин при ввозе мобильных телефонов на территорию России.

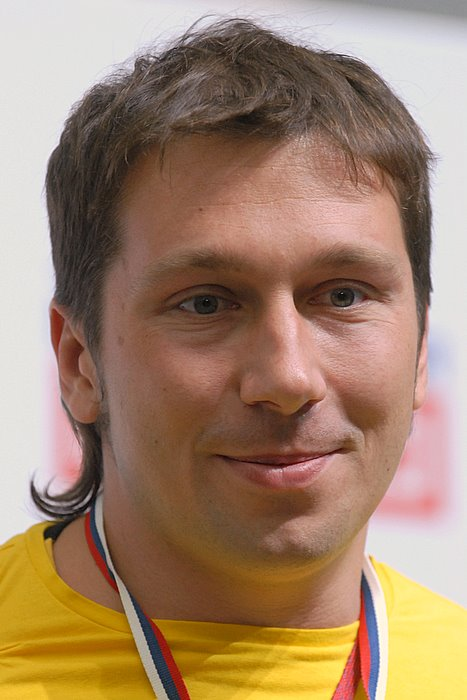
Евгений Чичваркин

В конце 1990-х — начале 2000-х годов «Евросеть» и её тогдашний руководитель Евгений Чичваркин настойчиво подчёркивали молодёжный, яркий и неординарный, на грани эпатажа, имидж компании. Важным маркетинговым инструментом стали острые, «на грани фола», рекламные слоганы компании («Евросеть, Евросеть — цены просто … (обалдеть)!» и т. п.). Компания осуществляла скандальные рекламные кампании и акции, среди которых — «Разденься за телефон», когда участникам предлагалось раздеться во Дворце связи «Евросеть», чтобы получить мобильный телефон; конкурсы «Мисс грудь», «Эротическая фотография», «Секс за мобилу» и т. п.
Широкую известность также получили интересные своим стилистическим своеобразием письма в стиле вирусного маркетинга, посредством которых Евгений Чичваркин общался с персоналом компании. В них, в частности, содержались предписания «задвинуть на дальние полки телефоны Samsung», «использование телефонов Nokia в личных целях на территории компании запрещено» и др. Руководство «Евросети» не отрицало наличие таких писем, но отказывалось комментировать их содержание. В октябре 2008 года было опубликовано первое цветное письмо, адресованное «Его Величеству Покупателю».
В октябре 2005 года «Уралсиб» предоставил «Евросети» трёхмесячный кредит на $50 млн под 9,5 % годовых с возможностью конвертировать его в 7,53 % акций компании. В марте 2006 года финансовая корпорация воспользовалась этим условием и стала миноритарным акционером «Евросети». В декабре «Уралсиб» воспользовался опционом на обратный выкуп акций и вышел из состава акционеров.

### Проблемы с правоохранительными органами и уход Чичваркина
В 2005 году в период скандала вокруг контрабандных мобильных телефонов, задержанных таможней, «Евросеть» оказалась объектом внимания со стороны правоохранительных органов. 29 марта 2006 года, на выезде с территории Шереметьевской таможни, сотрудники правоохранительных органов изъяли 167 500 мобильных телефонов модели Motorola C115, предназначавшихся компании «Евросеть», общей стоимостью 530 млн руб.. 26 апреля было сообщено о том, что сотрудники Московского государственного унитарного предприятия «Промотходы» за день до этого приступили к уничтожению этих мобильных телефонов. Евросеть сразу заявила, что эти телефоны были завезены в Россию с соблюдением всех норм закона. Но контролирующие органы вначале объявили продукцию контрабандной, а через несколько дней — контрафактной (поддельной). После заявления компании Моторола и предоставления Евросетью всех подтверждающих документов трубки были названы вредными для здоровья потребителей. Однако, и эта информация была опровергнута, поэтому 24 августа уголовное дело было прекращено за отсутствием состава преступления, а 117 500 телефонов возвращены «Евросети».
2 сентября 2008 года сотрудники правоохранительных органов провели обыск в центральном офисе «Евросети», связанный с расследованием дела о похищении в 2003 году бывшего экспедитора «Евросети» Андрея Власкина, уличённого службой безопасности компании в кражах сотовых телефонов. По данному факту в отношении владельца компании Чичваркина было возбуждено уголовное дело, он был объявлен в международный розыск. Сам Чичваркин скрылся из страны, переехав в Лондон.
22 сентября 2008 года было подписано соглашение о продаже Чичваркиным и Артемьевым 100 % компании «Евросеть» инвестиционной компании ANN, возглавляемой предпринимателем Александром Мамутом. Стоимость компании со слов Александра Мамута составила $350 млн, плюс долговая нагрузка в $900 млн. 24 октября 50 % минус одна акция компании «Евросеть» были приобретены у компании ANN компанией «Вымпел-Коммуникации». 20 ноября Евгений Чичваркин покинул пост председателя совета директоров «Евросети». Сделка по продаже была полностью завершена 3 февраля 2011 года. Высказывались мнения, что Чичваркин расстался с контролем над компанией под давлением со стороны силовых органов.
3 апреля 2010 года мать Евгения Чичваркина была найдена мёртвой в своей квартире с многочисленными травмами на теле, квартира была забрызгана кровью. При этом органы МВД официально заявили, что женщина умерла от острой сердечной недостаточности и не стали возбуждать дело по факту насильственной смерти. В СМИ, а также самим бизнесменом высказывались мнения, что мать Чичваркина была убита с целью давления на предпринимателя или мести ему.
В декабре 2010 года Мосгорсуд оправдал сотрудников «Евросети», которые обвинялись в похищении экспедитора фирмы, и вскоре Следственный комитет России отменил решение о заочном аресте Чичваркина, уголовное дело в его адрес было прекращено (вместе с тем, дело о контрабанде «Евросетью» сотовых телефонов продолжало расследоваться до января 2012 года, когда оно было прекращено «в связи с поправками в Уголовный кодекс, согласно которым была декриминализована контрабанда товаров»). После этого британские судебные органы закрыли дело об экстрадиции российского бизнесмена, однако он отказался возвращаться на родину, сославшись на безнаказанность милицейских чинов, затеявших его преследование. Летом 2011 года два милицейских генерала, Константин Мачабели и Борис Мирошников, которых Чичваркин называл организаторами своего преследования, были уволены указами президента России. Топ-менеджеры «Евросети», неправомерно находившиеся под стражей по обвинению в похищении, отсудили у Министерства финансов России крупные суммы компенсаций (например, бывший вице-президент компании Борис Левин — 20 млн руб.).

### После смены собственника
В феврале 2009 года компания создала для своих сотрудников социальную сеть «Евровсё».
В феврале 2010 года Александр Мамут продал менее 0,1 % акций «Евросети» чуть более чем за $1 млн Ксении Собчак.
В декабре 2010 года актёр Иван Охлобыстин стал креативным директором «Евросети» (покинул компанию в январе 2014 года, по собственному утверждению, в связи с потоком угроз, последовавшим за его предложением ввести уголовное преследование за мужеложество). 10 марта 2011 года компания начала ребрендинг: новым символом сети стал жёлтый терьер. Предполагалось, что в 2011 году новый имидж появится примерно у 2000 салонов, у остальных — в 2012 году.
В апреле 2011 года компания пыталась провести IPO на Лондонской фондовой бирже, однако переоценила свои акции, и книга заявок на покупку GDR на акции оказалась подписана только на 15 %. В итоге компания отказалась от проведения первичного размещения.
В июле 2017 года контролировавшие «Евросеть» «Вымпелком» и «МегаФон» договорились о разделе пополам её розничной сети при её сохранении в качестве полноценной компании, после чего «Мегафон» довёл свою долю до 100 %, а «Вымпелком» переформатировал свои 50 % салонов под собственный бренд.
В конце апреля 2018 года «Мегафон» и компания «Связной» объявили о слиянии розничных сетей; в рамках сделки дочерняя компания «Мегафона» Lefbord Investment Ltd. передала 100 % акций компании Euroset N.V. (владеет операционными компаниями «Евросети») кипрской компании DTSRetail Ltd., (занимающейся операционным бизнесом «Связного»), в итоге структура «Мегафона» получила 25 % плюс одну акцию и два места в совете директоров. Сделка была закрыта в конце мая. Основным акционером объединённой компании является группа SLV Олега Малиса, миноритарная доля принадлежит НПФ «Благосостояние». Объединённая компания получила сеть из 5 тыс. собственных салонов.
5 июня 2018 года стало известно что объединённая компания «Связной» и «Евросеть» перейдёт на новую концепцию и единый бренд — «Связной». Бренд «Евросеть» прекратит своё существование в течение года. Источник, близкий к компании, сообщил, что таким было условие «Вымпелкома» при продаже доли в «Евросети».
21 июня 2018 года операционный директор «МегаФона» рассказала что «МегаФон» с «Вымпелкомом» не смогли поделить бренд, и поэтому решили отказаться от него.
11 сентября 2018 года ООО «Евросеть-Ритейл» была переименована в ООО «Сеть Связной».
В сентябре 2020 года закрылись последние торговые точки под вывеской «Евросеть».

### Слияния и поглощения
В мае 2005 года Евросеть купила сеть салонов связи «СССР» (расшифровывалась как «Сеть салонов связи России»), включавшую 32 магазина в Воронежской области, Саратове и Тамбовской области.
В августе 2005 года за $1 млн (плюс долги) «Евросеть» покупает сеть «Техмаркет», одного из лидеров рынка мобильных телефонов начала 2000 годов. На момент покупки «Техмаркет» насчитывала 157 салонов связи в 12 городах страны.
31 июля 2006 года «Евросеть» приобрела основанную в Санкт-Петербурге сеть салонов сотовой связи «Ультра», при этом сохранив бренд «Ультра».
В декабре 2006 года руководство «Евросети» сообщило о приобретении сети салонов сотовой связи в Молдавии, владеющей 44 магазинами.
Осенью 2011 года «Евросеть» приобрела 100 % сети по продаже электроники «Альт Телеком». Покупка сети, в которую входят 520 салонов, обошлась в 70 млн $.

### Руководители
- апрель 1997 — май 2004 — Евгений Чичваркин[47]
- 2004—2007 — Элдар Разроев[47]
- 2007—2008 — Алексей Чуйкин[47]
- август 2008 — ноябрь 2008 — Дмитрий Денисов[47]
- ноябрь 2008 — март 2009 — Сергей Ющенко[47]
- март — апрель 2009 — Владимир Шишко (в должности и. о.)[47]
- апрель 2009—2020 — Александр Малис[48]

## Собственники и руководство
До 2008 года принадлежала в равных долях сооснователям — Евгению Чичваркину и Тимуру Артемьеву. В 2008 году основным собственником сети стал Александр Мамут, в том же году половину доли Мамут продал оператору связи «Вымпелком». В сентябре 2012 года структуры Мамута продали свою долю в «Евросети» оператору «Мегафон». 25 февраля 2018 года долю «Вымпелкома» выкупил «Мегафон», став 100 % владельцем, а в апреле 2018 года сеть объединена с сетью «Связной», «Мегафон» получил 25 % в объединённой компании, а контроль над единой сетью получила группа SLV Олега Малиса.
Президент компании — Александр Малис, также в состав высшего руководства «Евросети» по состоянию на май 2016 года входили Виктор Луканин (исполнительный вице-президент), Дмитрий Мильштейн (вице-президент по финансам), Владимир Бычек (вице-президент по развитию и корпоративной безопасности), Анатолий Чечерин (вице-президент по административно-правовым вопросам).

## Деятельность

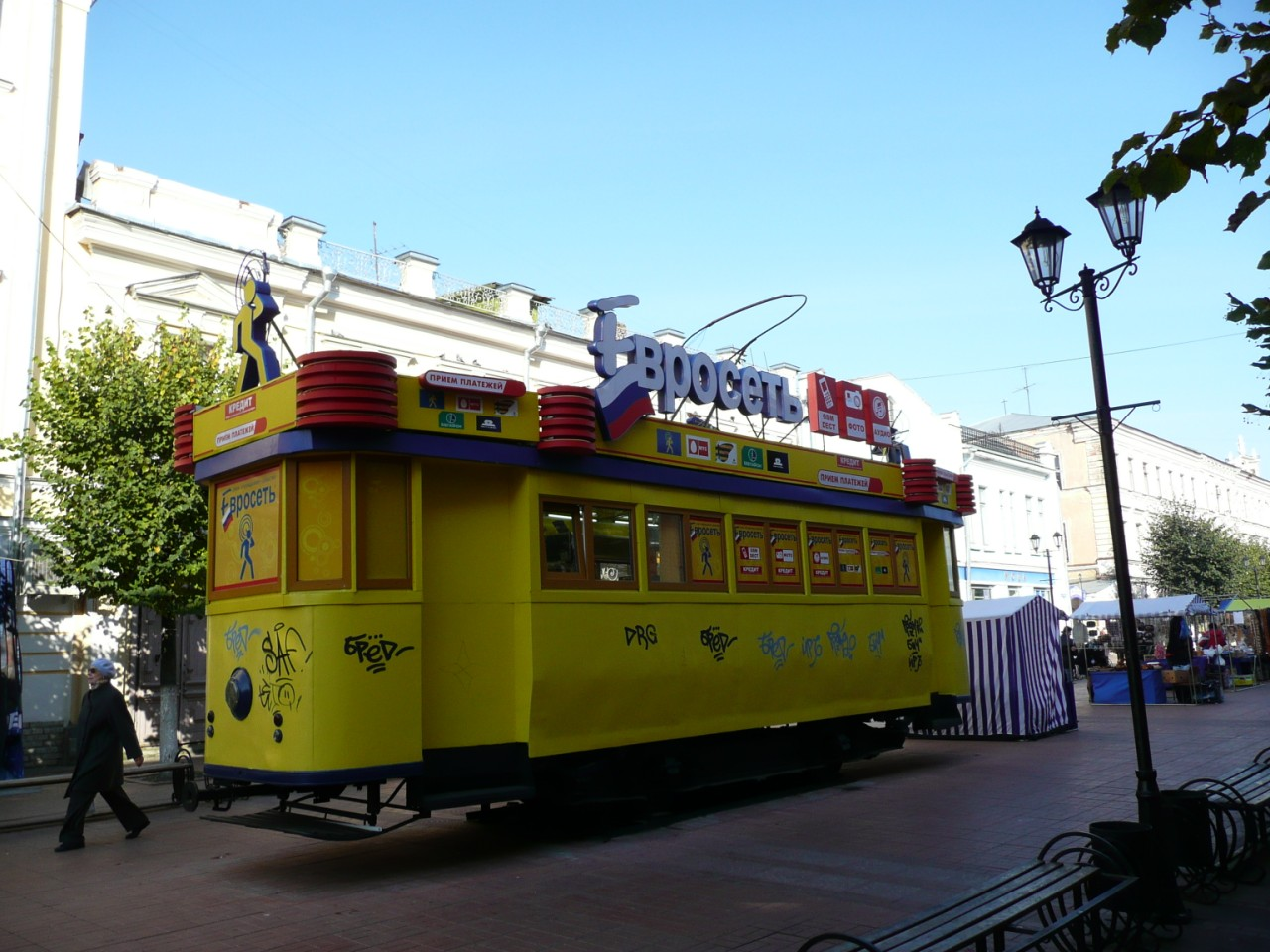
Торговый павильон «Евросети» в Твери

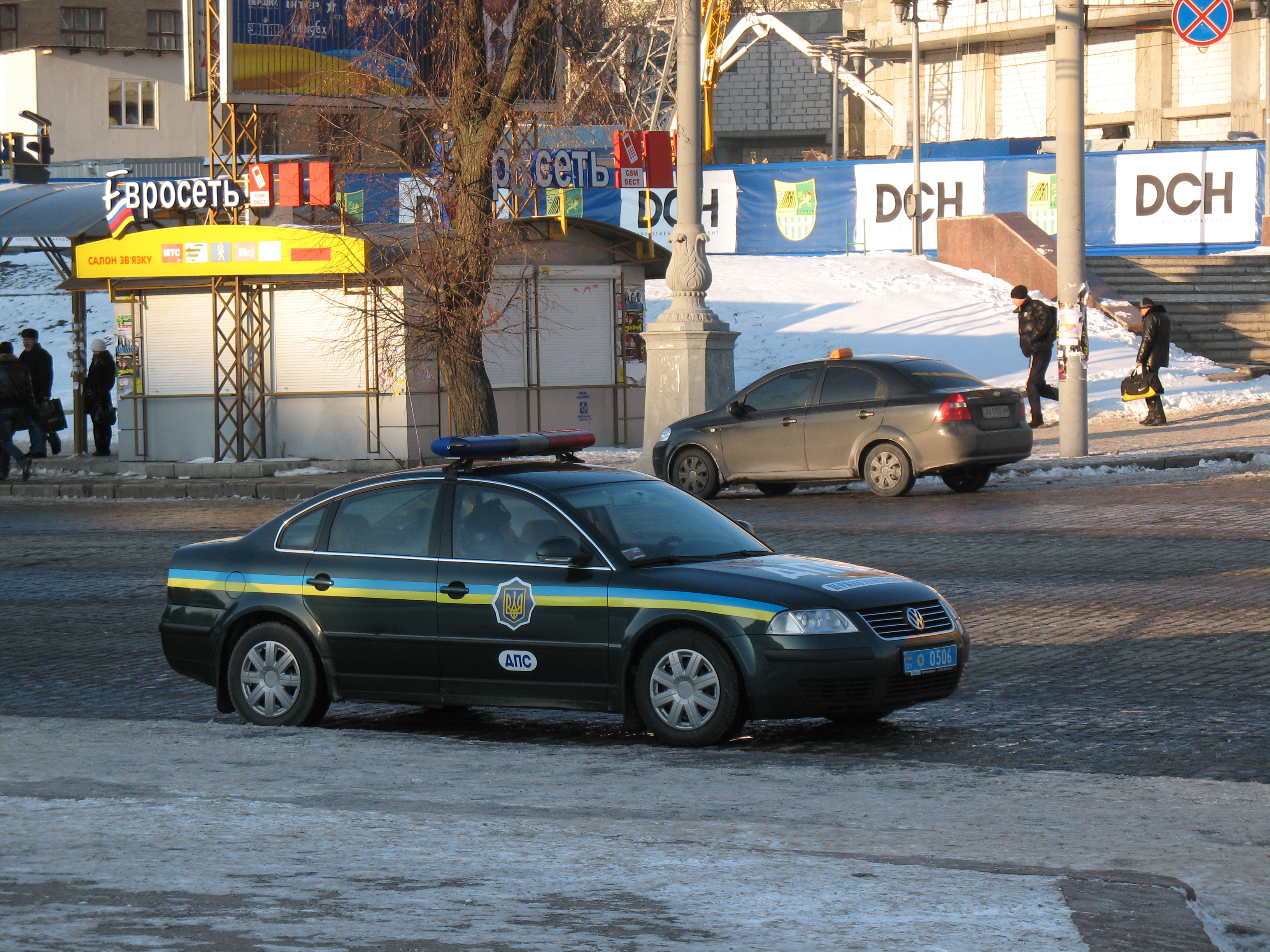
Торговый павильон «Евросети» в Харькове

Основными направлениями деятельности компании являются осуществление розничной торговли сотовыми телефонами, портативной цифровой техникой, аксессуарами, подключение к операторам связи, предоставление высокотехнологичных услуг.
В «Евросети» можно приобрести и оплатить авиабилеты, штрафы ГИБДД, туристические путёвки, билеты на развлекательные и спортивные мероприятия, внести абонентские платежи за спутниковое телевидение, платежи по кредитам, настроить оборудование.
На начало 2010 года сеть компании включала более 4230 магазинов, расположенных в 1373 городах России и стран СНГ.
Собственная логистическая служба компании работает также как оператор экспресс-перевозок по России.
В начале 2018 года «Евросеть» запустила сервис, похожий на trade-in. Пользователи могут поменять свой смартфон, даже если он сломан, на новый. За дополнительную плату в 20 % от стоимости смартфона при его покупке компания позволит в течение полугода сдать его за 70 % от стоимости, которые можно будет потратить на новое устройство.

### Показатели деятельности
Выручка «Евросети» по МСФО за 2010 год составила 61,9 миллиардов рублей (рост по сравнению с предыдущим годом на 12,2 %), EBITDA — 8,37 миллиардов рублей (рост на 88 %), чистая прибыль — 5,59 миллиардов рублей (рост на 385 %).